# 神戸市立高丸小学校
神戸市立高丸小学校（こうべしりつ たかまるしょうがっこう）は、兵庫県神戸市垂水区大町に所在する公立小学校。

## 概要
1952年に開校。垂水小学校大町分校（1936年に建設）の校舎を利用・改築している。当校からも分離開校している学校がある。

## 沿革
- 1952年（昭和27年）4月1日 - 神戸市立垂水小学校より分離開校。
- 1954年（昭和29年）4月1日 - 神戸市立東垂水小学校新設に伴う校区変更。
- 1966年（昭和41年）4月1日 - 神戸市立上高丸小学校(現神戸市立千鳥が丘小学校)[2]を分離独立。
- 1966年（昭和41年）4月1日 - 神戸市立乙木小学校を分離独立。
- 1976年（昭和51年）4月1日 - 神戸市立福田小学校を分離独立。
- 1995年（平成7年）1月17日 - 阪神・淡路大震災による臨時休校。地域住民の避難所となる。[1]

## 通学区域
神戸市垂水区に属する。
- 大町1 - 5丁目、川原2丁目(2・3番)・3丁目・4丁目・5丁目(2番)、御霊町、坂上2丁目(2番)・坂上3 - 5丁目、高丸1丁目(6 - 8番)・2丁目(4番の一部[4])と5 - 7番)・3丁目・4丁目（一部[5]）、千鳥が丘3丁目(1番)、野田通、馬場通、清水通、瑞穂通、中道2丁目(2・3番)・中道3 - 6丁目、山手2丁目(2 - 5番)・3丁目・4丁目(1 - 6番)・5丁目(1 - 7番)・6丁目・7丁目(1 - 7番)、東垂水2丁目(13 - 26番)

※卒業後は基本的に神戸市立垂水中学校に進学する。

## 交通
- 山陽バス 「クラブ前」より南に徒歩3分、10系統のみ東に徒歩3分[6]

## 通学区域が隣接している学校
- 神戸市立垂水小学校
- 神戸市立千鳥が丘小学校
- 神戸市立福田小学校
- 神戸市立乙木小学校
- 神戸市立東垂水小学校